# هافبک

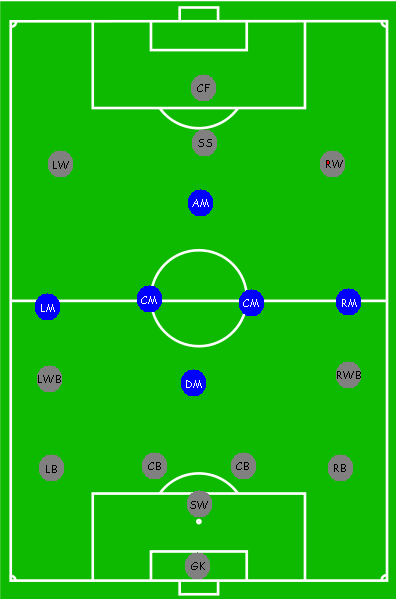
بازیکنان میانه/هافبک‌ها با رنگ آبی نشان داده‌شده‌اند.

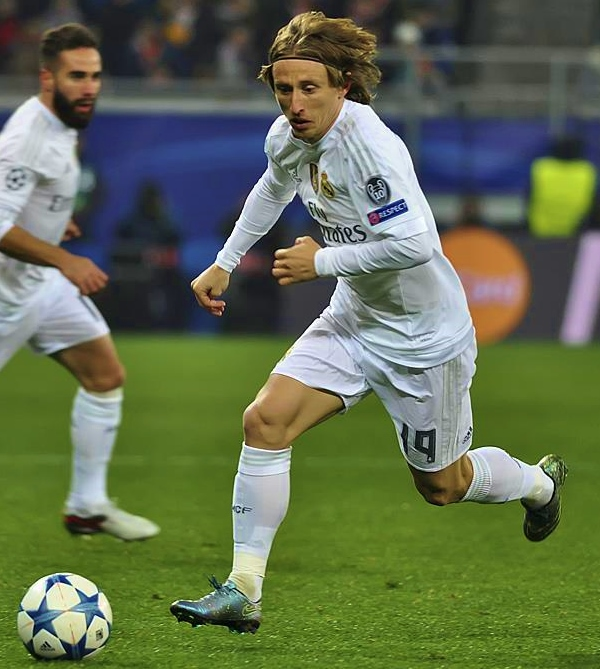
لوکا مودریچ هافبک آث میلان

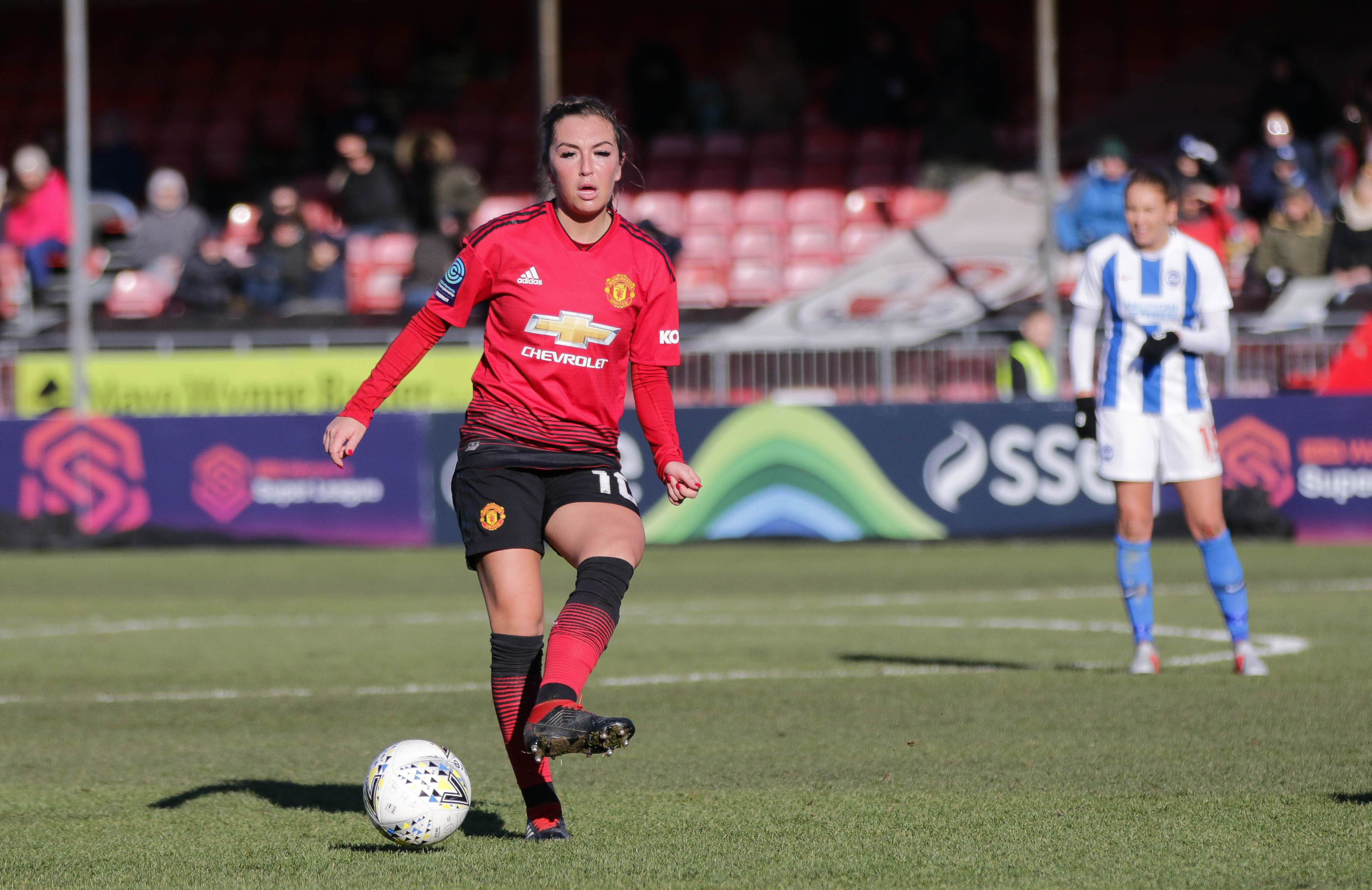
کتی زلم هافبک منچستر یونایتد

هافبک یا بازیکن میانی (به انگلیسی: Midfielder)، در فوتبال، بازیکنی است که جایگاه آن میان مدافع و مهاجم است. برخی از هافبک‌ها گرایش دفاعی دارند با قدرت بدنی بالا و پرس در پست هافبک دفاعی، گروهی در کمربند میانی زمین بازی می‌کنند با دقت پاس بالا و بازیسازی، گروهی با سرعت و استارت بالا و سانترهای خوب به عنوان هافبک کناره‌ها، گروهی گرایش هجومی دارند و هم به‌عنوان مهاجم کاذب و بازیکن آزاد حق بازی در همه مناطق میانی زمین را دارند. و انتونی جیکوب دوس سانتوس هم که از هافبک‌های پر افتخار است
بیشتر مربیان از دست کم ۳ بازیکن به عنوان هافبک تخصصی در ترکیب بهره می‌برند که نقش اصلی آن، تخریب بازی‌سازی تیم حریف است؛ در حالی که ممکن است با افزایش هافبک‌ها پست‌های گوناگونی بگیرند.
مربیان در ترکیب ۱_۵_۴ به‌طور معمول از همه هافبک‌ها، و در سیستم ۳ _۳_۴ از ۳ مهاجم کاذب (هافبک هجومی) استفاده می‌کنند که تیم ملی اسپانیا با عنوان تیکی تاکا یا فوتبال بدون مهاجم، صاحب سبک در فوتبال دانسته شده است.

## هافبک میانی
هافبک میانی (به انگلیسی: Central midfielder) یا هافبک مرکزی بازیکنی است که تقریباً وظایف دفاعی و هجومی وی با هم برابرند، در زمانی که مالکیت توپ در اختیار تیم خودی است، نقش هجومی می‌گیرد و رو به جلو حرکت می‌کند تا توپ را به خط حمله و مهاجمان برساند، همچنین برخی از این بازیکنان توانایی شوت‌زنی دارند و می‌توانند توپ را از پشت محوطه جریمه به سمت دروازه حریف شوت کنند. در حالی که اگر توپ در اختیار تیم رقیب باشد به عقب بر می‌گردند تا به مدافعان کمک، و در توپ‌گیری شرکت کنند.
این هافبک‌ها معمولاً بیشترین آمار پاس صحیح را در هر مسابقه دارند و عموماً با پاس تو عمق مهاجمان را صاحب توپ می‌کنند مانند تونی کروس در رئال مادرید.
در سیستم ۴-۴-۲ معمولاً از دو هافبک میانی استفاده می‌شود.

### هافبک کامل
یا باکس تو باکس (به انگلیسی: Box-to-box midfielder) که در دسته هافبک‌های میانی قرار می‌گیرد بازیکنی است که ناحیه وسیعی از زمین را پوشش می‌دهد، یعنی می‌تواند تقریباً در همهٔ حد فاصل بین دو محوطه جریمه زمین بازی کند، این دسته از هافبک‌ها نسبت به سایر بازیکنان نقش‌های عمومی‌تری دارند و باید همه یا قسمتی از توانایی سایر هافبک‌ها را هم داشته‌باشند.
استفاده از بازیکنی به عنوان هافبک کامل بیشتر تا قبل از دهه ۸۰ کاربرد داشت و به تدریج با تخصصی تر شدن نقش هافبک‌ها و رایج شدن سیستم‌های چهارخطی به جای سه‌خطی، تعداد این بازیکنان، کمتر و کمتر شد.

## هافبک کناری

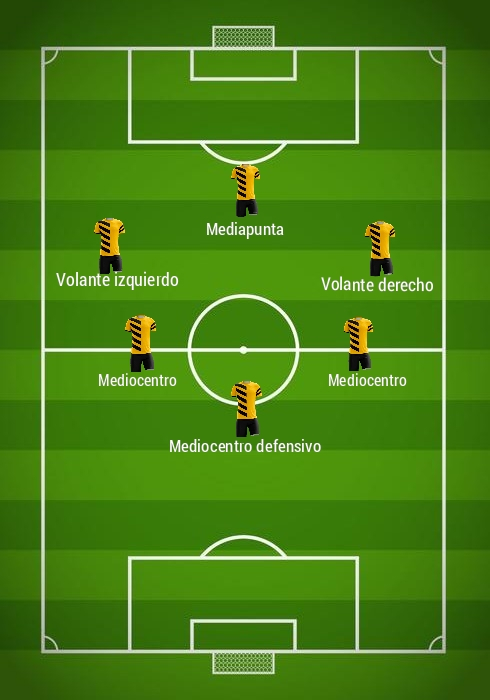
هافبک کناری

هافبک کناری (به انگلیسی: Wide midfielder) که به دو دستهٔ هافبک چپ و هافبک راست تقسیم‌بندی می‌شود، وظیفه‌اش برقراری تعادل میان خط حمله و دفاع است و شبیه هافبک میانی عمل می‌کند، با این تفاوت که بیشتر به کناره‌های زمین (چپ یا راست) گرایش دارد (یعنی کمی جلوتر از دفاع کناری و عقب‌تر از وینگر) و برخلاف هافبک میانی، به جای پاس تو عمق بیشتر از طریق سانتر از جناحین مهاجمان را صاحب توپ می‌کند.
از هافبک کناری معمولاً در سیستم‌های ۴-۴-۲ یا ۴−۴−۱−۱ یا ۴−۵−۱ استفاده می‌شود. و از آنجا که هافبک‌های کناری معمولاً جلوتر از دفاع کناری و عقب‌تر از وینگر بازی می‌کنند، ممکن است به‌جای این دو پست هم مورد استفاده قرار بگیرند یا پس از مدتی به‌طور تخصصی در این پست‌ها بازی کنند، همان‌طور که بسیاری از دفاع‌های کناری یا وینگرها پس مدتی به‌طور تخصصی در پست هافبک میانی بازی می‌کنند.

## هافبک نگه‌دارنده

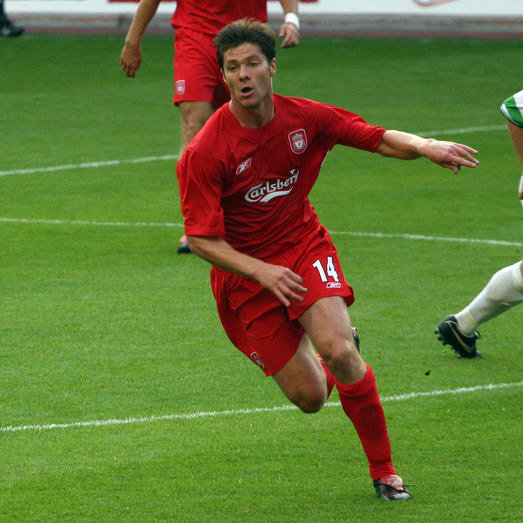
هافبک نگه دارنده هافبکی است که به کمک دفاع می‌رود و در ضد حملات در قلب دفاع است و موقع حمله زیاد جلو نمی‌رود

هافبک نگه‌دارنده (به انگلیسی: Holding midfielder) به هافبکی می‌گویند که بیشتر گرایش دفاعی دارد و معمولاً در نزدیکی خط دفاعی بازی می‌کند، در حالی که ممکن است بسیاری از هافبک‌های تیم در فاز هجومی باشند، هافبک‌های نگه‌دارنده معمولاً در نیمه زمین خودی حضور دارند تا مانع بازی‌سازی و شوت‌زنی تیم حریف شوند و از ضد حملات احتمالی آن‌ها جلوگیری کنند.
مسئولیت این بازیکنان در هنگام حمله نیز معمولاً این است که بیشتر با پاس‌های کوتاه، سایر بازیکنانی که توان هجومی بیشتری دارند را صاحب توپ کنند، اما ممکن است بسته به استراتژی تیم وظایف دیگری نیز برای آن‌ها تعریف شود.

### هافبک دفاعی
هافبک دفاعی یا تخریبگر (به انگلیسی: Defensive midfielder)  دفاعی‌ترین هافبک است که تقریباً همهٔ خصوصیات یک مدافع را دارد، با این تفاوت که کمی جلوتر از خط دفاعی بازی می‌کند و هدف اصلی آن بیشتر دفاع از دروازه خودی است تا حمله به دروازه رقیب
به عنوان نمونه برای این پست می‌توان از ادگار داویدز و سرجیو بوسکتس نام برد
هرچند معمولاً برای این پست از هر دو عبارت هافبک دفاعی و تخریبگر استفاده می‌شود ولی هافبک دفاعی تفاوت‌هایی نیز با تخریبگر دارد، که مهم‌ترین این تفاوت‌ها در این‌است که تخریبگر لزوماً باید از توانایی‌های فیزیکی و قدرت بدنی بالا برخوردار باشد در حالی که یک هافبک دفاعی می‌تواند کوتاه قامت ولی جنگنده باشد، تفاوت دیگر در این است که هافبک دفاعی از توانایی‌های تکنیکی و پخش توپ بیشتری برخوردار است و حتی می‌تواند در مواقعی به عنوان هافبک میانی کاذب به بازی گرفته شود.

### بازی‌ساز عقب‌نشین
بازی‌ساز عقب‌نشین یا رجیستا یک هافبک نگه‌دارنده است که تخصص آن بازی‌سازی و پخش کردن توپ و انتقال توپ از دفاع به حمله است، این هافبک پس‌از توپ‌گیری حرفه‌ای‌تر از هافبک‌های دفاعی، پاس‌کاری می‌کند، هرچند ممکن است پا به توپ شود، توپ را به هافبک‌های کناری یا میانی بسپارد یا خودش پاس تو عمق بدهد.
بهترین نمونه‌ها در تاریخ فوتبال برای این پست ژابی آلونسو و آندره‌ا پیرلو هستند.

## هافبک هجومی
هافبک هجومی (به انگلیسی: Attacking midfielder) بازیکنی است که جلوتر از هافبک میانی و عقب‌تر از مهاجمان بازی می‌کند و مسئول اصلی حملات تیم است.
این بازیکنان که معمولاً شماره ۱۰ و ۷ تیم را بر تن دارند، می‌توانند بسته به موقعیت توپ و شرایط حمله به چپ و راست نیز منتقل شوند ولی مکان اصلی آن‌ها وسط و پشت مهاجمان است و به همین علت معمولاً در تشکیل مثلث‌های هجومی یا یک-دوها نقش دارند.
هافبک‌های هجومی معمولاً سعی می‌کنند که خود یا هم‌تیمی‌های خود را در موقعیت گل‌زنی قرار دهند، به همین دلیل است که هافبک‌های هجومی معمولاً آمار پاس گل زیادی دارند.
به عنوان نمونه برای این پست می‌توان به مسوت اوزیل و در حال حاضر به کوین دیبروینه اشاره کرد، همچنین از زیدان به عنوان یکی از برترین بازیکن در این پست یاد می‌شود.

## ۱۰ کاذب
۱۰ کاذب یا وینگر مرکزی که در ایران بیشتر با عنوان مهاجم کاذب شناخته می‌شود، یک پست جدید در فوتبال است که در طی سالیان اخیر موسوم به فوتبال مدرن، ابداع شده است و در تیم‌هایی که از مهاجم تخصصی استفاده نمی‌کنند، هافبک هجومی یا وینگر در مواقعی نقش مهاجم می‌پذیرد، در واقع این روش برای تیم‌هایی مفید است که استراتژی اصلی آن‌ها مالکیت توپ و پاس‌کاری زیاد(تیکی تاکا)است چرا که مهاجم کاذب تنها در مواقعِ حملهِ جدی یک مهاجم است و در سایر دقایق می‌تواند به گردش توپ کمک کند، به عنوان مثال ویسنته دل بوسکه با تیم ملی فوتبال اسپانیا توانست با استفاده از این استراتژی، که در آن سسک فابرگاس یا آندرس اینیستا نقش مهاجم کاذب را داشتند، قهرمان جام جهانی فوتبال ۲۰۱۰ شود.

## وینگر

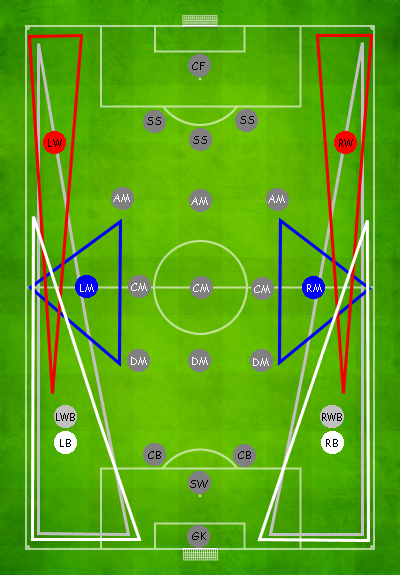
در این تصویر وینگرها با رنگ قرمز و هافبک‌های کناری با رنگ آبی مشخص شده‌اند.

وینگرها هجومی‌ترین و گلزن‌ترین هافبک‌ها هستند تا جایی که حتی عده‌ای آن‌ها را در پست مهاجم دسته‌بندی می‌کنند یا آن را مساوی مهاجم کناری می‌دانند، چرا که معمولاً یک وینگر یا با مهاجم نوک در یک خط قرار دارد یا کمی از آن عقب‌تر است، هرچند معمولاً سهمی زیادی از گل‌های هر تیم را وینگرها به ثمر می‌رسانند ولی وظیفه اصلی آن‌ها گل‌زنی نیست، بلکه معمولاً با پاس روبه جلو/عقب یا فرار از کناره‌ها مهاجم نوک را در موقعیت گل‌زنی قرار می‌دهند، اگرچه در فوتبال سنتی این نقش تهاجمی کمتر بوده، و وینگرها همچون هافبک‌های کناری بیشتر سانتر از جناحین می‌کردند ولی در فوتبال مدرن حتی از مهاجمان تخصصی هم در این پست استفاده می‌شود؛ مثلاً ژوزه مورینیو در رئال مادرید از رونالدو و دی‌ماریا یا یوپ هاینکس در بایرن مونیخ از روبن و ریبری به عنوان وینگر استفاده می‌کردند.
آنها به بازی‌سازی، شوت‌زنی، سانتر برای مهاجم نوک و ایجاد موقعیت می‌پردازند و به خوبی دریبل‌زنی می‌کنند.